# Driehuizen (Hilvarenbeek)
Driehuizen is een buurtschap  in de gemeente Hilvarenbeek in de Nederlandse provincie Noord-Brabant.

## Toponymie
De naam van Driehuizen kan vrijwel letterlijk genomen worden, veel meer dan drie huizen staan er niet.

## Ligging
Driehuizen ligt ter hoogte van het noorden van het dorp Hilvarenbeek, aan de oostkant van de N269, net ten zuiden van de rotonde op deze N269.

Er is voor fietsers en voetgangers een fietsbrug gemaakt over de N269, die uitkomt in Driehuizen. De brug draagt de naam van de Royal Welsh Fusiliers, het regiment dat in 1944 Hilvarenbeek bevrijdde.

## De Gooren
Driehuizen geeft toegang tot het natuurgebied "De Gooren". In 2019 is door het Brabants Landschap in samenwerking met Waterschap De Dommel en de Gemeente Hilvarenbeek gestart met een project tot natuur- en landschapsherstel.

Doel is het zeldzaam geworden beekdallandschap met bijbehorende natuurwaarden terug te brengen. Een van de elementen van het project is de oude beek "De Roodloop" zijn oude bedding terug te geven.

## Bezienswaardigheden
De Gooren is slechts gedeeltelijk toegankelijk. Er loop een voetpad vanaf Driehuizen naar een bruggetje over het Spruitenstroompje.
Hoofdplaats: Hilvarenbeek      Dorpen: Baarschot · Biest-Houtakker · Diessen · Esbeek · Haghorst

Buurtschappen en gehuchten: Den Opslag (deels) · Driehuizen · Dun · Groenstraat · Gorp · Groot-Loo · Groote Voort · Heikant · Hoogeind · Hoog Spul · Klein Loo · Kleine Voort · Laag Spul · Roovert · Tulder · Waterstraat · Westerwijk

Noord-Brabant: Steden en dorpen      Nederland: Provincies · Gemeenten